# Krivany
Krivany (węg. Krivány) – wieś (obec) na Słowacji, w kraju preszowskim, w powiecie Sabinov. Zwarta zabudowa wsi znajduje się nad lewym brzegiem rzeki Torysy w regionie zwanym Szaryszem. Pierwsza pisemna wzmianka o miejscowości pochodzi z roku 1301. We wsi zbajduje się nieczynny przystanek kolejowy Krivany.